# Silvia Pinal
Silvia Pinal (născută Silvia Pinal Hidalgo; n. 12 septembrie 1931, Heroica Guaymas, Sonora, Mexic – d. 28 noiembrie 2024, Ciudad de México, Mexic) a fost o actriță mexicană.

## Filmografie

### Filme
- 1949 El pecado de Laura, regia Julián Soler : Juanita
- 1949 Bamba, regia Miguel Contreras Torres
- 1949 Escuela para casadas, regia Miguel Zacarías : Teresa Moreno
- 1949 La mujer que yo perdí, regia Roberto Rodríguez : Laura

- 1950 El rey del barrio, regia Gilberto Martínez Solares
- 1950 El portero, regia Miguel M. Delgado
- 1950 La marca del zorrillo, regia Gilberto Martínez Solares
- 1950 Azahares para tu boda, regia di Julián Soler : Tota
- 1950 El amor no es ciego, regia Alfonso Patiño Gómez
- 1950 El amor no es negocio : Malena
- 1951 Una gallega baila mambo, regia Emilio Gómez Muriel : Carmina
- 1951 Recién casados... no molestar, regia Fernando Cortés : Gaby
- 1951 La estatua de carne, regia Chano Urueta : Marta
- 1952 Mujer de medianoche, regia Víctor Urruchúa
- 1952 Por ellas aunque mal paguen, regia Juan Bustillo Oro
- 1952 Un rincón cerca del cielo, regia Rogelio A. González : Sonia Iliana
- 1952 Ahora soy rico : Sonia Iliana
- 1952 Cuando los hijos pecan, regia Joselito Rodríguez : Tencha
- 1953 Me traes de un ala, regia Gilberto Martínez Solares : Rosita Alba Vírez
- 1953 Sí... mi vida, regia Fernando Méndez
- 1953 Doña Mariquita de mi corazón, regia Joaquín Pardavé : Paz Alegre
- 1953 Mis tres viudas alegres, regia Fernando Cortés : Silvia
- 1953 Yo soy muy macho, regia José Díaz Morales : María Aguirre
- 1953 Las cariñosas, regia Fernando Cortés : Carmen Santibañes
- 1954 Reventa de esclavas, regia José Díaz Morales : Alicia Sandoval/Isis de Alejandría
- 1954 Hijas casaderas, regia Gilberto Martínez Solares : Magdalena
- 1954 El casto Susano, regia Joaquín Pardavé : Mimí
- 1954 Si volvieras a mi, regia Alfredo B. Crevenna : Lidia Kane
- 1955 Vendedor de muñecas, regia Chano Urueta
- 1955 Un extraño en la escalera, regia Tulio Demicheli
- 1955 Pecado mortal, regia Miguel M. Delgado : Soledad Hernández
- 1955 Historia de un abrigo de mink, regia Emilio Gómez Muriel : Margot
- 1955 La sospechosa, regia Alberto Gout : Regina de Alba
- 1955 Amor en cuatro tiempos, regia Luis Spota : Silvia
- 1955 La vida tiene tres días, regia Emilio Gómez Muriel : María Andrade
- 1956 Locura pasional, regia Tulio Demicheli : Mabel Mendoza
- 1956 El inocente, regia Rogelio A. González : Mané
- 1956 La adúltera, regia Tulio Demicheli : Irene
- 1957 Teatro del crimen, regia Fernando Cortés
- 1957 La dulce enemiga, regia Tito Davison : Lucrecia
- 1957 Cabo de hornos, regia Tito Davison
- 1957 Dios no lo quiera, regia Tulio Demicheli : Felisa
- 1958 Mi desconocida esposa, regia Alberto Gout
- 1958 Desnúdate, Lucrecia, regia Tulio Demicheli
- 1958 ¡Viva el amor!, regia Mauricio de la Serna : Veronica de la Maza
- 1958 Préstame tu cuerpo, regia Tulio Demicheli : Leonor Rivas Conde/Regina Salsamendi
- 1958 Una cita de amor, regia Emilio Fernández
- 1958 Una golfa, regia Tulio Demicheli
- 1958 El hombre que me gusta, regia Tulio Demicheli : Marta
- 1959 Uomini e nobiluomini, regia Giorgio Bianchi : Giovanna
- 1959 Las locuras de Bárbara, regia Tulio Demicheli)
- 1959 Charlestón, regia Tulio Demicheli

- 1960 Maribel y la extraña familia, regia José María Forqué
- 1961 Viridiana, regia Luis Buñuel
- 1961 Adiós, Mimí Pompón, regia Luis Marquina
- 1962 El ángel exterminador, regia Luis Buñuel : Leticia 'La Valkiria'
- 1964 Buenas noches, año nuevo, regia Julián Soler
- 1965 Simon al deșertului (Simón del desierto), regia Luis Buñuel : The Devil
- 1965 Los Cuervos están de luto, regia Francisco del Villar
- 1967 Estrategia matrimonial, regia Alberto Gout
- 1967 Juego peligroso, regia Luis Alcoriza și Arturo Ripstein : Lena Anderson (segment "Divertimento")
- 1967 La soldadera, regia José Bolaños : Lázara
- 1968 Arme pentru San Sebastian (La Bataille de San Sebastian), regia Henri Verneuil : Felicia
- 1968 María Isabel, regia Federico Curiel : María Isabel Sánchez
- 1969 24 horas de placer, regia René Cardona Jr. : Catalina
- 1969 Shark!, regia Samuel Fuller și Rafael Portillo : Anna

- 1970 El despertar del lobo, regia René Cardona Jr. : Kim Jones
- 1970 El amor de María Isabel, regia Federico Curiel : María Isabel Sánchez
- 1970 El cuerpazo del delito, regia Rafael Baledón, René Cardona Jr. și Sergio Véjar : Magda Bustamante/Enriqueta (segment "La insaciable")
- 1970 La hermana Trinquete, regia René Cardona Jr.
- 1970 La mujer de oro, regia René Cardona Jr. : Silvia Torres
- 1971 Los novios, regia Gilberto Gazcón : Irene
- 1971 Caín, Abel y el otro, regia René Cardona Jr.
- 1971 Bang bang... al hoyo, regia René Cardona Jr. : Doliente
- 1971 Secreto de confesión, regia Julián Soler
- 1972 ¡Cómo hay gente sinvergüenza!, regia René Cardona Jr.
- 1972 Los cacos, regia José Estrada
- 1977 Divinas palabras, regia Juan Ibáñez : Mari Gaila
- 1978 Las mariposas disecadas
- 1980 El niño de su mamá, regia Luis María Delgado : Tina
- 1980 El canto de la cigarra, regia José María Forqué : Elisa
- 1981 Carlota: Amor es... veneno, regia Stefano Rolla : Carlota Cavendish
- 1981 Dos y dos, cinco, regia Lluís Josep Comerón : Julia
- 1982 Pubis Angelical, regia Raúl de la Torre : Beatriz
- 1992 Modelo antiguo, regia Raúl Araiza : Carmen Rivadeneira
- 2003 Ya no los hacen como antes, regia Juan Fernando Pérez Gavilán : Genoveva Reyer
- 2013 Tercera Llamada, regia Francisco Franco Alba

### Telenovele
- 1968 Los caudillos : Jimena
- 1973 ¿Quien?
- 1980 Y ahora, que?
- 1983 Mañana es primavera
- 1984 Eclipse
- 1998 El privilegio de amar
- 2000 Carita de ángel : Mother Lucía
- 2001 Aventuras en el tiempo : Silvia
- 2007 Amor sin Maquillaje
- 2008 Fuego En La Sangre : Santa
- 2010 Stăpâna (Soy Tu Dueña) : Isabel Villalba de Dorantes

### Emisiuni de televiziune
- Silvia y Enrique (1973) ca gazdă
- La revista increible de Silvia Pinal (1979)
- Mujer, casos de la vida real (1985–2006) ca gazdă
- Mujeres Asesinas (2009) ca Inez

## Teatru
- Que tal, Dolly! (versiunea spaniolă a Hello Dolly!, 1996)
- Gypsy (1993)
- Debiera haber obispas (2005)
- Adorables Enemigas (2008)
- Mame